# Goffredo il Barbuto
Goffredo III di Lorena detto il Barbuto. Viene talvolta indicato come Goffredo II della Bassa Lorena e Goffredo I di Toscana. (997 circa – Verdun, 30 dicembre 1069) fu duca dell'Alta Lorena (Lotaringia), dal 1044 al 1046, fu inoltre conte di Verdun, dal 1025, margravio reggente di Toscana (assieme alla seconda moglie, Beatrice di Bar, dal 1054, ed infine duca della Bassa Lorena (Lotaringia) e margravio di Anversa, dal 1065, sino alla sua morte. Fu inoltre conte di Zutphen dal 1044 al 1046.

## Origine
Come ci viene confermato dal Herimanni Augiensis Chronicon Goffredo era figlio maschio primogenito del margravio di Anversa, conte di Verdun, Duca della Bassa Lorena (Lotaringia) e Duca dell'Alta Lorena (Lotaringia) Gothelo o Gozzelone I (Gotefridus alter filius eius [=Gozzilo dux Lotharingorum]) e della di lui moglie, di cui non si conoscono né il nome né gli ascendenti.
Secondo le Gesta Episcoporum Virdunensium, continuatio e anche secondo la Chronica Albrici Monachi Trium Fontium, Gothelo o Gozzelone I era il figlio quintogenito del Conte di Bidgau e Methingau, Conte di Verdun e conte di Hainaut, Goffredo I e di Matilde di Sassonia, che, secondo l'Annalista Saxo era la figlia femmina primogenita di Ermanno Billung, duca di Sassonia, e di Hildegard di Westerburg.

## Biografia
Nel 1025, Goffredo succedette al padre, Gothelo o Gozzelone I, nel titolo di conte di Verdun.
Verso il 1040, suo padre associò Goffredo, il figlio primogenito, nella conduzione del governo dell'Alta Lorena, ed infatti assieme a Goffredo e ad altri duchi e vescovi, partecipò ad Aquisgrana, nel giugno del 1041, alla riunione con la quale Enrico III preparò l'invasione della Boemia, che effettuò in Agosto.
In quello stesso anno, il re di Germania e futuro Imperatore del Sacro Romano Impero, Enrico III, lo citò (Gotefridi ducis) nel documento nº 53 dei Heinrici III Diplomata, datato 16 giugno 1046, in cui, Enrico III confermava la fondazione del convento di Maria Maddalena di Verdun.
Secondo il Bernoldi Chronicon, alla morte del padre, nel 1044, il re di Germania e futuro Imperatore del Sacro Romano Impero, Enrico III, autorizzò Goffredo a succedere al padre nel Ducato dell'Alta Lorena (Lotaringia), che già la governava, come Goffredo III, che si aspettava di ricevere anche il Ducato della Bassa Lorena (Lotaringia); però Enrico III riteneva che i due ducati dovessero essere governati separatamente ed approfittò dell'occasione per dividerli nuovamente; rifiutò quindi di concedere il ducato della Bassa Lorena a Goffredo, concedendolo invece al maschio secondogenito, Gothelo o Gozzelone II, detto il Codardo, per volontà espressa dal padre stesso, Gozzelone I che riteneva che anche il secondogenito ereditasse una parte del ducato.
Goffredo si ribellò, ma Enrico III mantenne la propria decisione e, dato che il rapporto tra i due fratelli si era deteriorato, in quello stesso anno, cercò inutilmente di farli riconciliare.
Goffredo si ribellò nuovamente al Re, rifiutando di partecipare alla campagna di Ungheria e, all'assemblea di Aquisgrana, fu condannato alla perdita sia del ducato che della contea di Verdun, ricevuta in feudo dal re. Allora Goffredo passò ad una ribellione fiera, aperta ed armata, devastando le terre della Bassa Lorena, tra cui la città di Verdun e portando la guerra anche in Borgogna.
Dopo aver subito alcune sconfitte Goffredo si rese conto che la sua ribellione non aveva possibilità di successo, per cui, nel luglio del 1045, si presentò umilmente a re Enrico; nonostante la sua sottomissione venne imprigionato a Giebichenstein e secondo lo storico, Georges Poull, nel suo libro La Maison souveraine et ducale de Bar (1994) (non consultato) fu imprigionato insieme a un figlio, di cui non si conosce il nome e che morì durante la prigionia essendo stato trattenuto come ostaggio da Enrico III.
Nel 1046, dopo la morte del fratello Gozzelone II (la data esatta della morte di Gothelo II non è conosciuta, comunque prima della nomina di Federico a duca della Bassa Lorena), pur essendo stato graziato Goffredo, uscito dal carcere riottenne il suo ducato, ma non la contea di Verdun, e tanto meno l'agognato ducato di Bassa Lorena: infatti Enrico III, nel mese di maggio, nominò duca della Bassa Lorena Federico di Lussemburgo, il fratello del conte di Lussemburgo e duca di Baviera, Enrico II, come ci viene confermato dagli Annales Altahenses.
Dopo la morte del figlio, Goffredo si alleò con Baldovino V delle Fiandre, Ermanno di Hainaut e Teodorico IV d'Olanda e si ribellò nuovamente; Enrico aveva affidato la contea di Verdun al Vescovo Teodorico e Goffredo, nel 1047, sorprese il vescovo (che fuggì) e saccheggiò Verdun, bruciandone la cattedrale e per questo venne scomunicato. Il suo ducato dell'Alta Lorena venne allora assegnato ad Adalberto, conte di Metz.
L'11 novembre 1048 a Thuin, Goffredo sconfisse e uccise in battaglia Adalberto; ma Enrico immediatamente nominò il giovane fratello di Adalberto, Gerardo di Chatenoy, nuovo conte di Metz, a rimpiazzarlo. Nelle sue successive campagne per tentare di impossessarsi della regione della Mosella, Goffredo incontrò una strenua resistenza da Gerardo e venne forzato ad arrendersi; per la seconda volta, Goffredo era prigioniero, scomunicato ed aveva perso tutti i suoi domini; in seguito riconciliandosi con il vescovo, contribuì alla ricostruzione della cattedrale che aveva distrutto a Verdun; secondo lo storico medievalista, Alan V. Murray, nel suo The crusader Kingdom of Jérusalem, A Dynastic History 1099-1125 (non consultato), Goffredo dopo il suo pentimento riottenne dal vescovo la contea di Verdun.
In quello stesso periodo, verso il 1050, Goffredo riottenne da Enrico III un suo feudo nella diocesi di Colonia, con l'incarico di tenere a freno Baldovino V delle Fiandre, comportandosi da vassallo irreprensibile.
Nel 1053, dopo essere rimasto vedovo della sua prima moglie, Doda, Goffredo, che era stato amministratore delle proprietà di Beatrice di Bar, si recò in Italia, dove, nel 1054, si risposò con Beatrice di Bar, che era vedova di Bonifacio III di Canossa, come conferma la Chronica Albrici Monachi Trium Fontium e reggente per conto del figlio minorenne, Federico, che, dopo pochi mesi morì e Beatrice divenne reggente per conto dell'unica figlia ancora in vita, Matilde, anche lei minorenne.
L'imperatore Enrico III, che non aveva gradito molto l'eccessivo potere del defunto marito di Bearice, Bonifacio, ora però non aveva approvato il suo matrimonio con Beatrice; col pretesto che il matrimonio era stato celebrato senza il suo permesso, e perciò non era considerato valido, nel 1055, l'imperatore, Enrico III, discese in Italia, fece prigioniere Beatrice e la figlia Matilde, mentre Goffredo riuscì a fuggire attraversando le Alpi.
Sempre nel 1055, assieme a Baldovino V, che, l'anno prima si era ribellato Goffredo assediò Anversa, ma vennero sconfitti; durante l'assedio di Anversa, Goffredo aveva preso prigioniero Federico di Lussemburgo, duca della Bassa Lorena, che aveva ricevuto questo ducato, inclusa Anversa, da Enrico III. Ma Federico venne liberato dai lorenesi, assolutamente contrari a Goffredo, che fece atto di sottomissione.
Nel 1056, Enrico III, prima di morire, rimise in libertà Beatrice e la figlia; nonostante ciò, Goffredo il Barbuto, dopo la morte dell'imperatore, rimase uno dei più importanti avversari dell'autorità imperiale, specie dopo la morte di Enrico III, mantenendo questa posizione di prestigio per tutta il periodo di reggenza del nuovo re di Germania, Enrico IV di Franconia, che aveva appena sei anni. In quell'anno, Baldovino si riconciliò e portò omaggio al nuovo re.
Nel 1057, Goffredo ritornato in Toscana, dove fu coreggente con Beatrice ed entrò in guerra con il Ducato di Spoleto, di proprietà della Santa Sede.
In quello stesso anno Goffredo fu artefice dell'elezione al soglio pontificio di suo fratello, Federico, che progettò di far eleggere Goffredo imperatore.
Suo fratello, papa Stefano IX, però morì l'anno successivo, senza averlo potuto incoronare, allora Goffredo si prodigò affinché, all'inizio del 1059, fosse consacrato papa Gerardo di Borgogna, che diversi mesi prima, era stato eletto, col nome di Niccolò II, dopo che nel dicembre 1058 era stato confermato dal reggente dell'impero; Goffredo, nel gennaio 1059, aiutato dal converso Leone di Benedetto, era entrato in Roma e impossessatosi di Trastevere dopo aver assaltato il Laterano, riuscì ad espellere l'antipapa Benedetto X dalla città eterna il 24 gennaio. Durante il pontificato di suo fratello e dei suoi successori, egli ricoprì un ruolo fondamentale nella politica del centro e del nord Italia, inclusa la Sardegna, dove si alleò con Barisone I di Torres contro la Repubblica di Pisa, con l'intento di estendere il proprio potere su entrambi i domini.
Dopo la morte di Niccolò II, Goffredo appoggiò papa Alessandro II e, nel 1061, si oppose alla discesa su Roma di Pietro Cadalo: non essendo riuscito, nel suo intento, l'anno successivo, dopo la feroce battaglia del 14 aprile in Roma, intervenne come paciere tra le due fazioni, imponendo ai contendenti di lasciare Roma.
Dopo che Enrico IV, ebbe raggiunto la maggior età, Goffredo il Barbuto, nel 1065, ottenne l'investitura a Duca della Bassa Lorena (Lotaringia), come ci viene confermato da un documento, datato 1065 o 1066, del Cartulaire de l'abbaye Saint-Vanne de Verdun (non consultato) e riuscì nuovamente ad ottenere Anversa.
Nel 1066, Goffredo, con le sue truppe si mise in marcia contro i Normanni di Roberto il Guiscardo e di Riccardo d'Altavilla, che minacciavano Roma; infatti Riccardo stava devastando i territori pontifici, ma prima che Goffredo potesse intervenire si rappacificò con papa Alessandro II.
Secondo lo storico, Georges Poull, nel suo libro La Maison souveraine et ducale de Bar (1994) (non consultato), Goffredo, per problemi di salute, assieme alla moglie Beatrice, rientrò nella contea di Verdun e nel ducato di Bassa Lotaringia e Installò la propria corte a Buglione, come ci conferma il Chronicon Sancti Huberti Andaginensis, e morì la vigilia dell'ultimo dell'anno 1069; secondo la Chronica Albrici Monachi Trium Fontium, morì nel 1070 e fu sepolto nella Cattedrale di Verdun. 
A Goffredo succedette il figlio, anche lui di nome Goffredo, detto il Gobbo.

## Matrimoni e discendenza
Verso il 1020, aveva sposato Doda, come ci viene confermato dalla Ex Vita B. Idæ Boloniensis Comitissæ quando cita la loro figlia, Ida (pater…Godefridus, mater vero ejus non minus egregia, Doda), e che, ancora secondo lo storico medievalista, Alan V. Murray, nel suo The crusader Kingdom of Jérusalem, A Dynastic History 1099-1125 (non consultato), era la figlia del Conte di Rethel, Manasse II. Doda veniva anche citata (Guota per manus mariti sui Gotefridi ducis) nel documento nº 53 dei Heinrici III Diplomata, datato 16 giugno 1046, in cui, Enrico III confermava la fondazione del convento di Maria Maddalena di Verdun.
Dalla prima consorte, Doda, Goffredo ebbe:
- Goffredo, detto il Gobbo[38] ( † 26 o 27 febbraio 1076), Duca della Bassa Lorena (Lotaringia)[38], sposò Matilde di Canossa;
- un figlio, di cui non si conosce il nome che secondo lo storico, Georges Poull, nel suo libro La Maison souveraine et ducale de Bar (1994) (non consultato) fu imprigionato insieme al padre e che morì durante la prigionia essendo stato trattenuto come ostaggio da Enrico III[17];
- Ida[39] (ca. 1040 - 1113), andata sposa ad Eustachio II, conte di Boulogne, fu la madre di Goffredo di Buglione[41]; rimasta vedova, divenne oblata benedettina[42]; è stata beatificata e la sua memoria è celebrata il 13 aprile;
- Wiltrude[43] ( † 1093), andata sposa ad Adalberto, conte di Calw, come conferma il Bernoldi Chronicon[43], che ebbero come figlio il conte palatino del Reno Goffredo di Calw.

In seconde nozze, aveva sposato Beatrice di Bar, vedova di Bonifacio di Canossa che, secondo il Chronicon Sancti Michælis, monasterii in pago Virdunensi era la figlia femmina primogenita dell'erede della Contea di Bar e Duca dell'Alta Lorena (Lotaringia), Federico II e di Matilde di Svevia (988–1031), che era figlia di Ermanno II, Duca di Svevia, e di Gerberga di Borgogna († 1018, come ci viene confermato dal  Wiponis, Vita Chuonradi II Imperatoris) ed era cognata del re di Germania di Corrado II, che aveva sposato sua sorella, Gisella di Svevia, come risulta ancora dal Chronicon Sancti Michælis, monasterii in pago Virdunensi.
Da Beatrice di Bar, Goffredo non ebbe figli.

## Ascendenza
|                      |   |                         | Genitori             |  |  | Nonni |  |  | Bisnonni |  |  | Trisnonni          |  |
|                      |   |                         |                      |  |  |       |  |  | Gozlin   |  |  | Vigerico di Bidgau |  |
|                      |   |                         |                      |  |  |       |  |  | Gozlin   |  |  | Vigerico di Bidgau |  |
|                      |   | Cunigonda               |                      |  |  |       |  |  | Gozlin   |  |  |                    |  |
| Goffredo I di Verdun |   |                         |                      |  |  |       |  |  | Gozlin   |  |  |                    |  |
|                      |   | Oda di Metz             | Gerardo I di Metz    |  |  |       |  |  |          |  |  |                    |  |
|                      |   | Oda di Metz             | Gerardo I di Metz    |  |  |       |  |  |          |  |  |                    |  |
|                      |   | Oda di Metz             | Oda di Sassonia      |  |  |       |  |  |          |  |  |                    |  |
| Gothelo I di Lorena  |   | Oda di Metz             |                      |  |  |       |  |  |          |  |  |                    |  |
|                      |   | Ermanno di Sassonia     | Billung              |  |  |       |  |  |          |  |  |                    |  |
|                      |   | Ermanno di Sassonia     | Billung              |  |  |       |  |  |          |  |  |                    |  |
|                      |   | Ermanno di Sassonia     | Ermengarda di Nantes |  |  |       |  |  |          |  |  |                    |  |
| Matilde di Sassonia  |   | Ermanno di Sassonia     |                      |  |  |       |  |  |          |  |  |                    |  |
|                      |   | Ildegarda di Westerburg | …                    |  |  |       |  |  |          |  |  |                    |  |
|                      |   | Ildegarda di Westerburg | …                    |  |  |       |  |  |          |  |  |                    |  |
|                      |   | Ildegarda di Westerburg | …                    |  |  |       |  |  |          |  |  |                    |  |
| Goffredo il Barbuto  |   | Ildegarda di Westerburg |                      |  |  |       |  |  |          |  |  |                    |  |
|                      | … | …                       |                      |  |  |       |  |  |          |  |  |                    |  |
|                      | … | …                       |                      |  |  |       |  |  |          |  |  |                    |  |
|                      | … | …                       |                      |  |  |       |  |  |          |  |  |                    |  |
| …                    | … |                         |                      |  |  |       |  |  |          |  |  |                    |  |
|                      |   | …                       | …                    |  |  |       |  |  |          |  |  |                    |  |
|                      |   | …                       | …                    |  |  |       |  |  |          |  |  |                    |  |
|                      |   | …                       | …                    |  |  |       |  |  |          |  |  |                    |  |
| …                    |   | …                       |                      |  |  |       |  |  |          |  |  |                    |  |
|                      |   | …                       | …                    |  |  |       |  |  |          |  |  |                    |  |
|                      |   | …                       | …                    |  |  |       |  |  |          |  |  |                    |  |
|                      |   | …                       | …                    |  |  |       |  |  |          |  |  |                    |  |
| …                    |   | …                       |                      |  |  |       |  |  |          |  |  |                    |  |
|                      |   | …                       | …                    |  |  |       |  |  |          |  |  |                    |  |
|                      |   | …                       | …                    |  |  |       |  |  |          |  |  |                    |  |
|                      |   | …                       | …                    |  |  |       |  |  |          |  |  |                    |  |
|                      |   | …                       |                      |  |  |       |  |  |          |  |  |                    |  |

### Fonti primarie
- (LA)  Monumenta Germaniae Historica, Scriptores, tomus IV.
- (LA)  Monumenta Germaniae Historica, Scriptores, tomus V.
- (LA)  Monumenta Germaniae Historica, Scriptores, tomus VI.
- (LA)  Monumenta Germaniae Historica, Scriptores, tomus VIII.
- (LA)  Monumenta Germaniae Historica, Scriptores, tomus XX.
- (LA)  Monumenta Germaniae Historica, Scriptores, tomus XXIII.
- (LA)  Monumenta Germaniae Historica, Diplomatum Regum et Imperatorum Germaniae, tomus V, Heinrici III Diplomata.
- (LA)  Recueil des historiens des Gaules et de la France. Tome 14.

### Letteratura storiografica
- Caroline M. Ryley, L'imperatore Enrico III, in «Storia del mondo medievale», vol. IV, 1999, pp. 193–236
- J. P.Whitney, La riforma della chiesa, in «Storia del mondo medievale», vol. IV, 1999, pp. 299–352
- Z. N. Brooke, La Germania sotto Enrico IV e Enrico V, in «Storia del mondo medievale», vol. IV, 1999, pp. 422–482
- Ferdinand Chalandon, La conquista normanna dell'Italia meridionale e della Sicilia, in «Storia del mondo medievale», vol. IV, 1999, pp. 483–529